# Xã Otter, Quận Warren, Iowa
Xã Otter (tiếng Anh: Otter Township) là một xã thuộc quận Warren, tiểu bang Iowa, Hoa Kỳ. Năm 2010, dân số của xã này là 1.042 người.